# 趙時勉
趙時勉（15世紀—16世紀），字誠之，南直隸徽州府歙縣巖鎮人，明朝政治人物。

## 生平
趙時勉是正德八年（1513年）癸酉科應天鄉試第一百十五名舉人，在北京待選時曾上陳時政三十事，授武城知縣，懲治暴民，撫慰善者，水災導致饑荒，他乘船到郊野勞慰災民，又向朝廷請求寬免一半賦稅，縣民得以復業。

## 引用
1. 1 2  民國《歙縣志·卷六·人物志》：趙時勉，字誠之，巖鎮人，領鄉薦就選京師，上時政三十事，知武城，歲饑民流，大施寬卹之政，泣請監司入疏，除民租之半，省廚傳費歲數千緡，民賴復業。
2. ↑  民國《歙縣志·卷四·選舉志》：科目……明……（正德）八年癸酉鄉試……趙時勉 見宦蹟
3. ↑  順治《武城縣志·卷二》：趙時勉 歙縣人，由舉人嘉靖年知武城縣，懲刈強暴，燠休善類，值潦水害稼，乘舟詣野溫言勞慰，請乞蠲租，民蒙其惠，歌舞載道。